# Mirabilis multiflora
Espèce
Classification phylogénétique
Mirabilis multiflora est une plante pérenne originaire des États-Unis et du Mexique, de la famille des Nyctaginaceae. C'est un buisson dont la racine a été utilisée par les Amérindiens à des fins médicinales.

## Description morphologique

### Appareil végétatif
Cette plante pérenne forme un buisson aux branches ramifiées, pouvant atteindre de 60 à 100 cm de diamètre et de 40 à 80 cm de hauteur, voire 150 cm pour les plus grands specimens. Elle possède des feuilles opposées de 5 à 10 cm de long, en forme d'ovale plus ou moins arrondi, légèrement charnues. Son aspect est très similaire à celui de Mirabilis greenei, qui pousse au nord de la Californie, et à celui de Mirabilis macfarlanei, qui vit dans l'Oregon et l'Idaho. La racine est tubérisée,.

### Appareil reproducteur
La floraison a lieu entre avril et septembre,.
La base de l'inflorescence est un involucre en forme de cloche, de 22 à 35 mm de long, constitué de 5 bractées au moins partiellement jointes. Chaque involucre porte une seule fleur au niveau des bourgeons axillaires, et plusieurs en position terminale,,.
Les fleurs, hermaphrodites et parfumées, sont d'un rose ou mauve profond et de forme tubulaire ; la corolle, aux pétales partiellement soudés, se termine par 5 lobes libres qui s'écartent en pavillon. Les fleurs mesurent environ 4 à 6 cm de long et s'ouvrent tard dans la journée pour se refermer au matin. Elles possèdent 5 étamines qui dépassent du périanthe.
Le fruit, qui ressemble à une graine globuleuse ou ovoïde, a une longueur de 6 à 11 mm ; il est noir ou brun,.
La reproduction se fait naturellement par graine, mais elle peut aussi se faire artificiellement par division des racines ou par bouturage.

## Répartition et habitat
Cette plante est commune dans les terrains dégagés et sableux ou rocailleux des zones désertiques, souvent en association avec la communauté végétale Pinus-Juniperus, entre 750 et 2000 m d'altitude.
Son aire de répartition couvre le sud de la Californie et du Colorado (États-Unis) et s'étend vers le sud jusqu'au nord du Mexique.
Mirabilis multiflora est une plante peu exigeante, résistante à la sécheresse. Elle pousse sur sol sec et minéral, et apprécie un ombrage partiel, bien qu'elle puisse pousser en pleine lumière.

## Systématique

### Taxinomie
Cette espèce a été décrite en 1827 sous le nom Oxybaphus multiflorus par le médecin, chimiste et botaniste américain John Torrey dans "Annals of the Lyceum of Natural History of New York". En 1853, le disciple de Torrey, le botaniste américain Asa Gray, complète la description et propose le nom Quamoclidion multiflorum, mais 6 ans plus tard, il se ravise et propose Mirabilis multiflora, qui est le nom actuel de l'espèce (les autres appellations sont désormais considérées comme synonymes mais non valides).

### Variétés
Cette espèce présente plusieurs variétés. Ces variétés sont partiellement sympatriques et ne sont guère différenciées dans certaines zones, où les individus présentent parfois des caractéristiques de différentes variétés:
- Mirabilis multiflora var. glandulosa (Standl.) J.F. Macbr. (synonyme : Mirabilis glandulosa ou Oxybaphus multiflorus) : elle possède des fruits qui sont garnis de petits tubercules et qui deviennent mucilagineux quand ils sont mouillés. Les bractées de l'involucre sont obtuses.

Les deux autres variétés ont des fruits non mucilagineux quand ils sont mouillés, peu ou pas garnis de tubercules, et des bractées présentant des angles aigus:
- Mirabilis multiflora var. multiflora (Torr.) Gray (synonyme: Quamoclidion cordifolium Osterhout ou Quamoclidion multiflorum Torr.) : fruit brun sombre ou noir, aux côtes peu visibles.
- Mirabilis multiflora var. pubescens S. Wats. (synonyme : Mirabilis froebelii (Behr) Greene ou Mirabilis froebelii var. glabrata (Standl.) Jepson) : fruit présentant 10 côtes longitudinales de couleur marron léger alternant avec 10 côtes brunes souvent interrompues[4].

## Rôle écologique
Ce buisson constitue une bonne couverture au sol et limite l'érosion.
Ses fleurs nectarifères attirent des insectes butineurs, notamment des papillons de nuit comme Sphinx chersis ou Eumorpha achemon, mais aussi des abeilles ou des colibris qui visitent les fleurs en fin d'après-midi ou à l'aube. Les fruits, quant à eux, offrent une nourriture aux colins de Californie.

## Mirabilis multifloraet l'homme
Les Amérindiens utilisaient la racine de cette plante à des fins médicinales. Elle était par exemple utilisée en cataplasme contre diverses contusions ou réduite en poudre et avalée pour réduire l'appétit. De grandes quantités de poudre de racine de Mirabilis multiflora datant de deux mille ans ont été découvertes dans les montagnes de Sacramento (Nouveau-Mexique). Il est possible que cette poudre ait eu un usage alimentaire, notamment en mélange avec d'autres farines pour la confection de pain. La feuille avait elle aussi un rôle médicinal, mais pouvait aussi être utilisée comme teinture pour la laine, qu'elle colorait en marron-violacé léger, ou comme substitut du tabac.
Mirabilis multiflora est utilisée comme plante ornementale pour décorer bordures, murets et jardins.
Ses capacités à limiter l'érosion et offrir une bonne couverture du sol sont utilisées par l'homme, qui plante parfois cette espèce pour ces qualités dans des zones dégradées.